# 52-я армия (Япония)
52-я армия (яп. 第52軍) — воинское подразделение японской Императорской армии, действовавшее во время Второй мировой войны.
Сформирована 7 апреля 1945 года под командованием генерал-лейтенанта Сигэта Токумацу, подчинялась 12-му фронту. Основной задачей было противодействие вторжению Союзников в районе центральной части острова Хонсю в рамках планировавшейся ими операции «Даунфол».
Армия, в основном, дислоцировалась в префектуре Тиба и, в силу своего местоположения, должна была охранять подходы к Токио и региону Канто со стороны полуострова Босо. Большая часть её солдат состояла из плохо обученных резервистов, недавно призванной молодёжи и ополчения.
После капитуляции Японии 15 августа 1945 года, армия была расформирована, так и не поучаствовав в боевых действиях.

## Состав
- 3-я Гвардейская дивизия
- 147-я пехотная дивизия
- 152-я пехотная дивизия
- 234-я пехотная дивизия
- 3-я отдельная танковая бригада
- армейская артиллерия и части непосредственного подчинения: